# Tomasz Dzieciątkowski
Tomasz Jerzy Dzieciątkowski (ur. 28 czerwca 1975) – polski mikrobiolog, wirusolog, diagnosta laboratoryjny, dr hab. nauk weterynaryjnych, adiunkt Katedry i Zakładu Mikrobiologii Lekarskiej Warszawskiego Uniwersytetu Medycznego.

## Życiorys
W latach 2000–2004 odbył studia w zakresie biotechnologii i medycyny weterynaryjnej w Szkole Głównej Gospodarstwa Wiejskiego w Warszawie, 18 lutego 2004 obronił pracę doktorską Wpływ końskiego herpeswirusa typu 2 (EHV-2) na produktywne zakażenie wirusem zakaźnego ronienia klaczy (EHV-1) w warunkach in vitro, 21 maja 2014 habilitował się na podstawie pracy zatytułowanej Zakażenia β-herpeswirusami wśród biorców allogenicznych przeszczepów komórek krwiotwórczych, wykonanych w Klinice Hematologii, Onkologii i Chorób Wewnętrznych Warszawskiego Uniwersytetu Medycznego.
Pełni funkcję adiunkta w Katedrze i Zakładzie Mikrobiologii Lekarskiej Warszawskiego Uniwersytetu Medycznego.